# フアン・デ・フレイタス
フアン・デ・フレイタス（Juan de Freitas、1989年12月13日 - ）は、ウルグアイのラグビーユニオン選手。

## プロフィール
- ウルグアイ・モンテビデオ出身[1]。
- ポジションはフランカー(FL)。
- 身長 181cm、体重 97kg
- U20ウルグアイ代表に選ばれたことがある[2]。
- ウルグアイ代表キャップは43（2025年4月現在）でワールドカップ2015のウルグアイ代表に選ばれた[3]。

## 略歴
2010年、チャンパグナットに加入。